# Архиепархия Ахваза
Архиепархия Ахваза (лат. Archieparchia Ahvasiensis Chaldaeorum) — архиепархия Халдейской католической церкви с центром в городе Ахваз, Иран. На 2020 год насчитывала только 1 приход и 25 верующих.

## История
3 января 1966 года Папа Римский Павел VI буллой «Ex quo tempore» учредил архиепархию Ахваза для верующих Халдейской католической церкви.

## Ординарии архиепархии
- архиепископ Фома Мишель Бидавид (6.01.1966 — 24.08.1970), назначен вспомогательным епископом Багдада;
- архиепископ Самуэль Хауриз OAOC[1] (18.01.1972 — 1.05.1974), назначен архиепископом Урмии;
- архиепископ Ханна Зора (1.05.1974 — 10.06.2011), назначен архиепископом ad personam Мар Аддая в Торонто;
  - Рамзи Гарму (2015 — по настоящее время) — апостольский администратор

## Источник
- Annuario Pontificio, Libreria Editrice Vaticana, Città del Vaticano, 2003, ISBN 88-209-7422-3
- Булла Ex quo tempore Архивная копия от 2 марта 2013 на Wayback Machine (лат.)